# Olimpia Mancini
Olimpia Mancini, Hrabina de Soissons fr. Olympe Mancini (ur. 11 lipca 1638, zm. 9 października 1708) – druga z pięciu sióstr Mancini (siostrzenic kardynała Jules’a Mazarina), matka generała francuskiego – Eugeniusza Sabaudzkiego i ciotka jego największego oponenta – Ludwika Józefa de Vendôme.
Olimpia wychowała się w Rzymie. Jej ojcem był baron Michele Lorenzo Mancini. Po jego śmierci w 1650, jej matka – Geronima Mazarini przeniosła się z córkami do Paryża. Miała nadzieję, że jej wpływowy brat – kardynał, pomoże dziewczynkom w znalezieniu dobrze urodzonych mężów. Ich kuzynki – Martinozzi również przeniosły się do Francji w tym samym czasie, również aby zawrzeć świetne małżeństwa. Wszystkie te panny nazywano na dworze Mazarinettes:
- Laura Mancini (1636-1657), poślubiła Ludwika II Burbona, księcia Vendôme
- Maria Mancini (1639-1715), była kochanką Ludwika XIV, potem poślubiła Wawrzyńca, księcia Colonna
- Anna Maria Martinozzi (1637-1672), poślubiła Armanda Burbona, księcia de Conti
- Laura Martinozzi (1639–1687), poślubiła Alfonsa IV d’Este, księcia Modeny
- Hortensja Mancini (1646-1699), poślubiła Armanda Karola de la Porte de La Meilleraye, który otrzymał tytuł księcia Mazarin
- Maria Anna Mancini (1649-1714), poślubiła Godefroya Maurycego de La Tour d’Auvergne, księcia Bouillon

Jej braćmi byli: Paweł, Filip i Alfons.

## Małżeństwo
21 lutego 1657 Olimpia Mancini poślubiła księcia Eugeniusza Maurycego (1633-1673), syna Tomasza Franciszka, księcia Carignano i Marii Burbon-Soissons. Miała z nim ośmioro dzieci:
- Ludwika Tomasza (1657-1702), hrabiego Soissons, jednego z kandydatów do tronu polskiego w 1674 roku
- Filipa (1659-1693), zakonnika
- Ludwika Juliusza (1660-1683), kawalera sabaudzkiego
- Emanuela Filiberta (1662-1676), hrabiego Dreux
- Eugeniusza (1663-1736), generała
- Marię Joannę (1665-1705), mademoiselle de Soissons
- Ludwikę Filibertę (1667-1726), mademoiselle de Carignan
- Franciszkę (1668-1671), mademoiselle de Dreux

Olimpia Mancini przyjaźniła się z Henriettą Anną, księżną Orleanu, bratową i kochanką Ludwika XIV. To również ona poznała króla z Ludwiką de la Vallière, ale kiedy ta została następną kochanką króla, Olimpia odwróciła się od niej i znowu zaprzyjaźniła z odrzuconą Henriettą Anną.

## Wygnanie z dworu
W 1679 Olimpia została oskarżona w tzw. Aferze Trucizn, że razem z trucicielką La Voisin, próbowała otruć Ludwikę de la Vallière. Podejrzewano ją również o to, że otruła własnego męża i Marię Ludwikę Orleańską – królową Hiszpanii i bratanicę Ludwika XIV. 23 stycznia 1680 została poproszona o opuszczenie dworu. Przeniosła się do Brukseli, upierając się przy swojej niewinności. Później podróżowała do Hiszpanii i do Anglii ze swoimi siostrami Marią i Hortensją. W Brukseli wspierała muzyków Pietro Antonio Fiocco i Henri Desmarets. Zmarła w Brukseli.